# فضای رنگ سی‌آی‌ایی ۱۹۳۱
فضای رنگ سی‌آی‌ایی ۱۹۳۱ (انگلیسی: CIE 1931 color space) اولین تعریف کمّی پیوند میان رنگ‌های فیزیکی خالص (طول موج) در طیف مرئی الکترومغناطیسی، با دریافت روان‌شناختی رنگ در دید انسان است. روابط ریاضی که این فضای رنگی را تعریف می‌کنند، ابزاری ضروری برای مدیریت رنگ هستند. با درک این روابط، می‌توان واکنش‌های متفاوت فیزیکی به پرتوهای مرئی در جوهرهای رنگی، صفحه‌های نمایش و دستگاه‌های ضبط تصاویر مانند دوربین‌های دیجیتال را به دریافت جهانی دید رنگی در انسان، ترجمه کرد.